# Ulla Groskurt

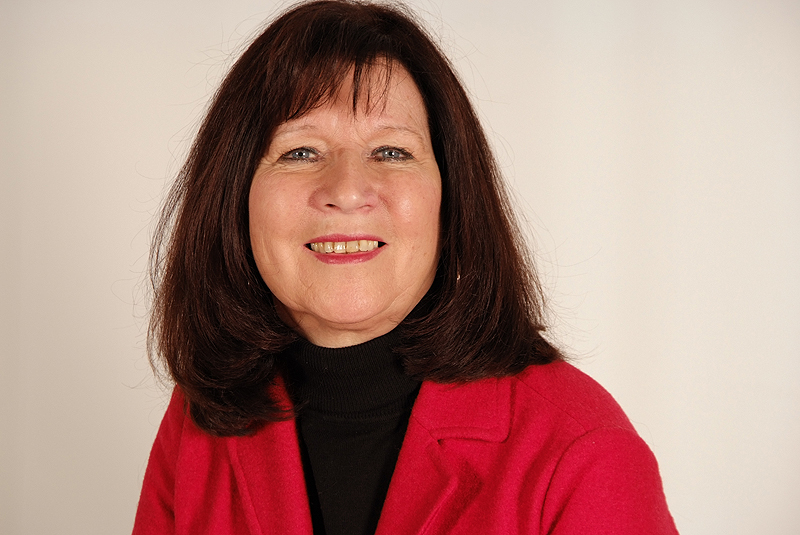
Ulla Groskurt im November 2009

Ulla Groskurt (* 27. März 1947 in Weeze) ist eine deutsche Politikerin (SPD) und ehemaliges Mitglied des Niedersächsischen Landtags.

## Ausbildung und Beruf
Nach dem Schulbesuch machte Groskurt eine Ausbildung in einer Rechtsanwaltspraxis. Von 1973 bis zu ihrer Wahl in den Landtag war sie im öffentlichen Dienst tätig, zunächst beim Kreiswehrersatzamt, dann bei der Stadt Osnabrück. Sie absolvierte eine Ausbilderprüfung und war für die Leitung und Fortbildung des Zentralen Schreibdienstes zuständig. Daneben war sie Dozentin für EDV-Anwendungen an der Volkshochschule Osnabrück.

## Politik
Seit 1992 ist Groskurt Mitglied der SPD. Dem Niedersächsischen Landtag gehörte sie von 2001 bis 2013 an. Dort war sie Sprecherin der SPD-Fraktion für Frauen- und Familienpolitik. Weiterhin ist sie Mitglied von ver.di und der Arbeiterwohlfahrt. Von 2005 bis 2012 war sie Vorsitzende des Landesverbandes der SPD-Arbeitsgemeinschaft Sozialdemokratischer Frauen (ASF) in Niedersachsen. Seit dem 10. März 2024 ist sie die Vorsitzende des Bezirksverbandes Weser-Ems e. V. der Arbeiterwohlfahrt.